# Dendrobium jiewhoei
Dendrobium jiewhoei là một loài thực vật có hoa trong họ Lan. Loài này được J.J.Wood & C.L.Chan mô tả khoa học đầu tiên năm 2008.